# Adam Levine
Adam Noah Levine [ləˈviːn] (n. 18 martie 1979, Los Angeles, California) este un cântăreț, chitarist și ocazional actor evreu- american. Este cunoscut ca frontman în formația pop Maroon 5.

## Biografie
Levine s-a născut în Los Angeles, California, ca fiul lui Patsy Noah și Fred Levine. Unchiul său este jurnalistul și scriitorul Timothy Noah. El are un frate, Michael și o soră, Julia Milne. La vârsta de șase ani, el a înscris coșul victoriei în campionatul local de baschet (în echipa antrenată de tatăl său) în momentul în care s-a scurs de pe tabelă. Mai târziu a spus că incidentul i-a schimbat viața și i-a dat încrederea de a avea succes.
Levine a participat la festivalul muzical French Woods Festival of the Performing Arts Camp (Hancock, NY) împreună cu cel mai bun prieten al său, Jesse Carmichael, chitaristul trupei cunoscute pe acea vreme ca Kara's Flowers. A absolvit liceul Brentwood School în 1997.
Levine are strămoși evrei de ambele părți ale familiei (tatăl său și bunicul din partea mamei erau evrei) și se consideră evreu, deși conform publicației The Jewish Chronicle, care l-a intervievat, el "a respins practicile religioase pentru un stil de viață spirituală mai generalizată". În copilărie, când a fost întrebat de tatăl său dacă vrea un băț mitzvah, Levine a spus nu.
La începutul anului 2010, Levine a întâlnit modelul rus Anne Vyalitsyna. Ei au început o relație, care s-a încheiat în aprilie 2012.
Levine a început să se întâlnească cu modelul de origine namibiana, din Victoria's Secret, Behati Prinsloo, în mai 2012. S-au despărțit în martie 2013, dar mai târziu se împacă și, ulterior, s-au logodit în luna iulie a aceluiași an. Cei doi s-au căsătorit la 19 iulie 2014, în Cabo San Lucas, Mexic. Au împreună o fată.

## Carieră

### Trupa Kara's Flowers
Întâlnindu-se la Brentwood School în Los Angeles, trupa lansează primul album intitulat The Fourth World în 1997 când erau în ultimul an de liceu. În același an, trupa apare într-un episod din serialul Beverly Hills, 90210. Albumul a avut doar puțin succes, și unicul single, "Soap Disco", a eșuat pe plan comercial. Dezamăgiți de rezultatele albumului, trupa ia o pauză și fiecare o ia pe căi separate.
Levine și Carmichael au părăsit Los Angeles pentru New York. Aceasta a fost prima dată când cei doi californieni au fost expuși unei scene muzicale total diferite, o trezire culturală pentru cei doi tineri. La MTV News, în 2002, Levine a spus, "Atunci am început să mă trezesc în fața întregii culturi hip hop și R&B. Am avut prieteni numiți Chaos și chestii. NU era Brentwood High."

### Colaborări muzicale
Levine a colaborat cu mai mulți artiști muzicali. În 2005, a colaborat cu trupă de hip-hop Ying Yang Twins pentru piesă "Live Again". În același an, el a apărut pe albumul lui Kanye West numit "Late Registration", cu piesă "Heard 'Em Say",  o colaborare la care Levine a spus că este "foarte pură și foarte ușoară". În februarie 2010, a fost printre aproximativ 80 de muzicieni care au cântat pentru evenimentul de caritate "We Are the World", numit "We Are the World 25 for Haiti".  În 2011, a apărut în piesa "Stereo Hearts", cântată de Gym Class Heroes. De asemenea, el a lucrat cu artistul de hip-hop 50 Cent la piesă "My Life".  În 2015, Adam Levine a făcut un duo cu R. City, "Locked Away".

### Actorie
El este de asemenea și unul dintre antrenorii de la reality show-ul american The Voice. Adam Levine a primit trei premii Grammy, două premii Billboard Music Awards, două American Music Awards, MTV Video Music Award și World Music Award.
În 2012, a debutat ca actor în serialul de groază American Horror Story: Asylum. De asemenea, a jucat în filmul Begin Again. În prezent este căsătorit cu Behati Prinsloo (2014).